# أوكتاكوسان
| الخواص العامة للأوكتاكوسان | الخواص العامة للأوكتاكوسان |
| -------------------------- | -------------------------- |
| الصيغة الكيميائية          | C28H58                     |
| رقم CAS                    | 630-02-4                   |
| الوزن الجزيئي              | 394.77                     |
| الخواص الفيزيائية          |                            |
| نقطة الذوبان               | 64.5 C°                    |
| نقطة الغليان               | 431.6 C°                   |
| الكثافة النوعية            | 0.8067                     |

الأوكتاكوسان , هو أحد الألكانات الهيدروكربونية, وله الصيغة البنائية 
CH3(CH2)26CH3